# ズラブ・ベリゼ (外交官)
ズラブ・ベリゼ（グルジア語: ზურაბ ბერიძე、グルジア語ラテン翻字: Zurab Beridze、グルジア語キリル翻字: Зураб Беридзе、1958年2月4日 – ）は、ジョージアの外交官。

## 経歴
ベリゼはトビリシにて誕生。トビリシ国立大学を卒業し、歴史学の学位を取得。
外務省に入り、政治分析局欧州部副部長（1991年–1992年）、政治分析局対米関係部長（1992年）、外務省国際機関局長（1992年–1997年）、国連ジョージア政府代表部参与（1997年–2000年）を歴任。その後2000年から2004年まで外務省で第二欧州局長を務め、国際機構GUUAMの国家調整官も兼任した。
2004年から2008年にかけて駐ルーマニア大使および駐モルドバ大使を務め、2009年から2011年まで無任所大使。2013年11月に駐ブルガリア大使に就任。